# Réflexions sur l'éducation
Les Réflexions sur l'éducation (en allemand : Über Pädagogik) sont une œuvre de philosophie de l'éducation d'Emmanuel Kant, parue en 1803.

## Présentation générale

### Origines et influences
L'ouvrage discute les théories pédagogiques et les institutions de son temps. Kant a lu dès 1762 le traité Émile ou De l'éducation de Jean-Jacques Rousseau, et lui accorde une grande influence, tout en s'écartant parfois des idées du philosophe français. Les Pensées sur l'éducation de John Locke sont aussi une influence de Kant. Les trois ouvrages ont beaucoup de thèmes communs et Alexis Philonenko, dans son édition des Réflexions de Kant, utilise de larges notes de bas de page pour les comparer entre eux.

### Contexte
On ne trouve pas d'autre ouvrage dédié spécifiquement à l'éducation dans l’œuvre de Kant mais seulement des remarques éparses, notamment dans son Anthropologie. Cependant, l'intérêt de Kant pour la question de l'éducation et de la pédagogie est attesté en général par sa vie d'enseignant et en particulier par son engagement en faveur de l'école expérimentale de Johann Bernhard Basedow, manifesté à travers la publication de deux Essais concernant le Philanthropin en 1776 et 1777.
Par obligation, Kant a donné des cours sur l'éducation à l'Université de Königsberg en 1776/1777, 1780, 1783/1784, 1786/1787 en s'appuyant sur le Methodenbuch de Basedow, puis le Manuel d'éducation de Friedrich Samuel Bock (de).

Nous ne savons presque rien de la source utilisée par Rink pour la publication du livre en 1803 : s'agissait-il de notes de cours d'un ou plusieurs étudiants, des propres notes de Kant, ou d'annotations en marge des manuels que Kant utilisait ? Rink écrit que le texte provient du fait que Kant ne se serait pas tenu au manuel de Bock. Mais il n'est même pas certain d'après Weisskopf, Naragon et Stark que le matériau utilisé soit en lien avec les leçons sur l'éducation que Kant a données.

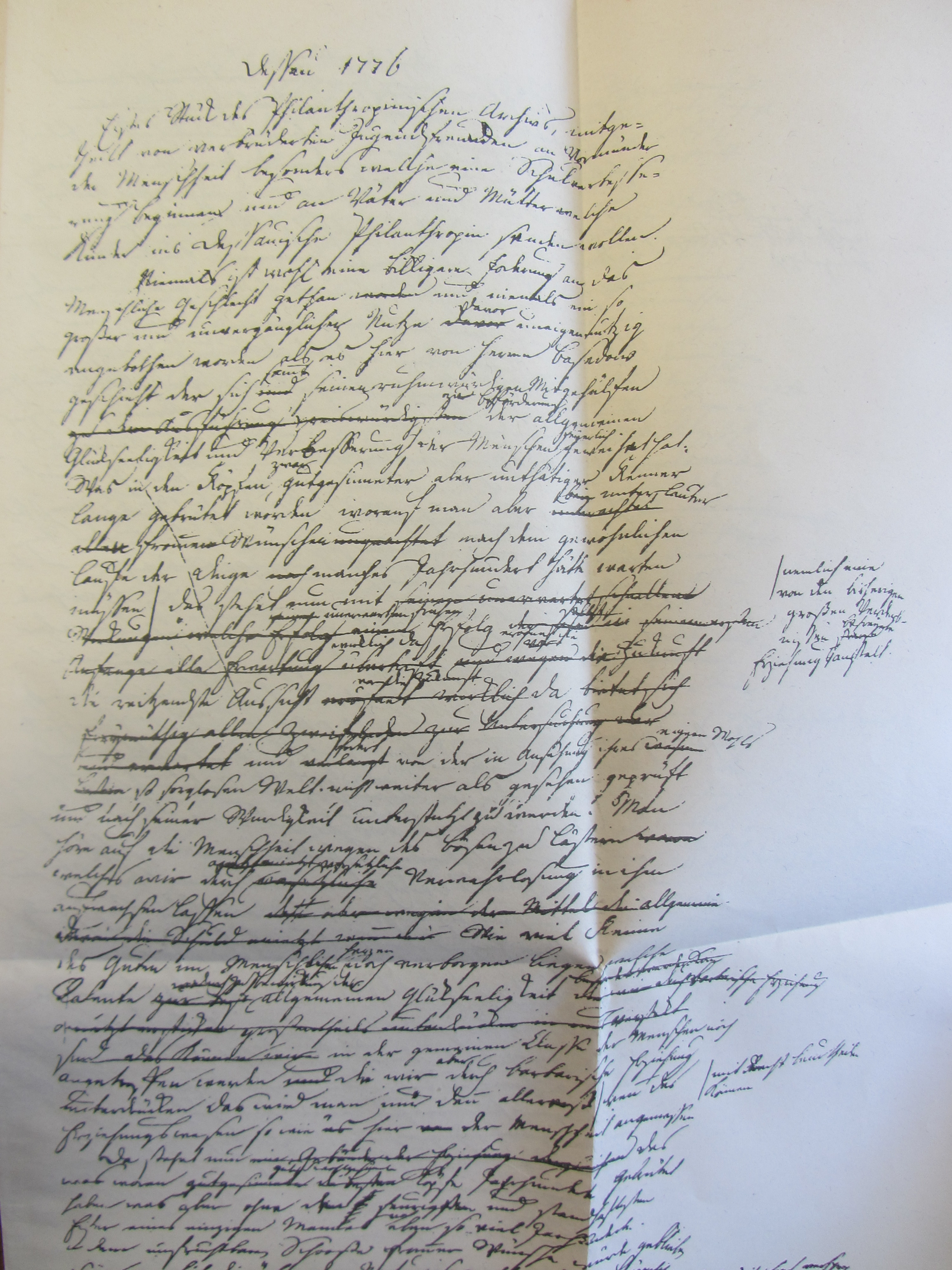
Fac-similé du manuscrit autographe du premier essai sur le Philanthropin (1776).

D'après Werner Stark, ce texte n'est pas une compilation mais suit un plan imposé avec ou par les manuscrits ; il aurait été écrit au plus tôt au milieu des années 1780 et au plus tard en 1798, et serait un livre de pédagogie projeté par Kant tandis qu’il participe en 1780-1790 aux débats autour de l’institution d’un baccalauréat en Prusse et d’un séminaire de pédagogie. Il ferait partie du préalable du Conflit des facultés.

### Historique de publication
Les Réflexions ont été publiées par le disciple de Kant, Friedrich Theodor Rink (de), en 1803. La première traduction et publication française a lieu en 1855, sous le titre de Traité de pédagogie.

## Résumé

### Chapitre 3: De l’éducation physique
Ce chapitre se déploie en trois autres sous-chapitres : l’éducation du corps, l’éducation intellectuelle et la culture.

## Postérité
Les multiples éditions et traductions de ce livre témoignent de sa relative popularité, surtout si on la compare aux autres notes de cours.
En France, Jules Barni traduit et publie ce texte sous le titre Traité de pédagogie en 1855 chez Auguste Durand. En 1966 Alexis Philonenko en livre une nouvelle traduction sous le titre Réflexions sur l'éducation parue chez Vrin. En 1986 Pierre Jalabert le traduit sous le titre Propos de pédagogie pour la bibliothèque de la Pléiade.
En anglais, la première traduction est due à Annette Churton en 1899 avec pour titre : Thoughts on Education. En 1904 Edward Franklin Buchner propose une autre traduction avec The Educational Theory of Immanuel Kant.  Robert B. Louden en 2007 choisit de traduire par : Lectures on Pedagogy.

## Éditions
- (1986) Emmanuel Kant, Propos de pédagogie : traduction de Pierre Jalabert. dans Œuvres philosophiques III : les derniers écrits. Gallimard, 1986, coll. « Pléiade », pages 1145-1203.
- (1981) Emmanuel Kant, Traité de pédagogie : traduction de J. Barni, revue et actualisée, introduction et notes par Pierre-José About, Paris, Hachette, coll. « Œuvres et opuscules philosophiques », 1981 (réimpr. 2011), 107 p. (ISBN 978-2-01-007840-8)
- (1966) Emmanuel Kant (trad. Alexis Philonenko), Réflexions sur l'éducation, Paris, Vrin, coll. « Bibliothèque des textes philosophiques », 1966 (réimpr. 1974, 1980, 1989, 1992, 1993, 2004), 210 p. (ISBN 978-2-7116-1138-6, lire en ligne)
- (1904) (en) The educational Theory of Immanuel Kant  (trad. Edward Franklin Buchner), Philadelphia & London, J.B. Lippincott Company, 1904 (lire en ligne)
- (1900) (en) Emmanuel Kant (trad. Annette Churton), Kant on Education, Londres, Kegan Paul, Trench, Trübner and Co, 1899, 121 p. (lire en ligne)
- (1886) Emmanuel Kant, Traité de pédagogie : (traduction Jules Barni) avec une préface, des sommaires analytiques et un lexique, par Raymond Thamin, chargé du cours de pédagogie à la Faculté des lettres de Lyon, Paris, Félix Alcan, coll. « Bibliothèque des textes philosophiques », 1886 (réimpr. 1931), 133 p. (lire en ligne)
- (1855) Emmanuel Kant (trad. Jules Barni), Éléments métaphysiques de la doctrine de la vertu (seconde partie de la Métaphysique des mœurs), suivis d'un Traité de pédagogie et de divers opuscules relatifs à la morale, Paris, Auguste Durand, 1855, 278 p. (lire en ligne)Le traité de pédagogie se trouve pages 185 à 248.
- (1803) (de) Emmanuel Kant, Immanuel Kant über Pädagogik : herausgegeben von Friedrich Theodor Rink, Königsberg, Friedrich Nicolovius, 1803, vi-146 (lire en ligne)